# Courtalain
Courtalain település Franciaországban, Eure-et-Loir megyében. Lakosainak száma 656 fő (2018. január 1.). Courtalain Arrou és Saint-Pellerin községekkel határos.

## Népesség
A település népességének változása:
| Lakosok száma | 533  | 534  | 593  | 583  | 558  | 625  | 630  | 612  | 604  | 656  |
|               | 1968 | 1975 | 1982 | 1990 | 1999 | 2011 | 2013 | 2015 | 2017 | 2018 |